# Волошка короткоголова
Волошка короткоголова (Centaurea breviceps) — вид рослин із родини айстрових (Asteraceae), ендемік півдня України.

## Біоморфологічна характеристика
Це дворічна трава 60–150 см заввишки. Стебла дуже розгалужені, разом з листками дещо павутинні. Листки 2-пірчасторозсічені. Квітки від рожево-пурпурових до блідо-рожевих. Сім'янка бура, з повздовжніми реберцями. Насіння 3.5–4.2 мм довжиною, світло-або темно-буре, з білими поздовжніми реберцями; чубчик білий, 3–3.5(4) мм завдовжки. Період цвітіння: липень і жовтень.

## Середовище проживання
Ендемік півдня України.
В Україні вид зростає на відкритих пісках — біля Степу (вздовж лівого берега нижньої течії Дніпра та Дніпровського лиману), Миколаївська й Херсонська області.

## Загрози й охорона
У ЧКУ має статус «вразливий»; охороняється у Чорноморському БЗ, заказнику загальнодержавного значення «Березові колки», ландшафтному заказнику загальнодержавного значення «Саги» (Херсонська обл.), РЛП «Кінбурнська коса». Загроза: освоєння пісків під сільськогосподарські культури та лісонасадження.